# Галактика-зелений боб
Галактики-зелений боб (Green bean galaxies, GBGs) — дуже рідкісні астрономічні об'єкти, які, як вважають, є іонізації квазарів. Їх відкрили Міша Ширмер та його колеги Р. Діас, К. Холхем, Н.А.Левенсон та К. Вінге. Автори повідомляють про відкриття ряду галактик Сейферт-2 з надяскравими областями вузьких ліній шириною з галактику (NLR), на червоному зсуві z = 0,2-0,6.
Під час вивчення знімків огляду, зроблених за допомогою 3,6-метрового телескопа CFHT на вершині Мауна-Кеа, Гаваї, Ширмер помітив галактику з незвичними кольорами — яка мала пік на r-фільтрі, що свідчить про спектральну лінію. Насправді, колір досить схожий на Галактики «зелений горошок», які є компактними зореутворюючими галактиками. Однак об'єкт, який став відомим як галактика-зелений боб, набагато більший.

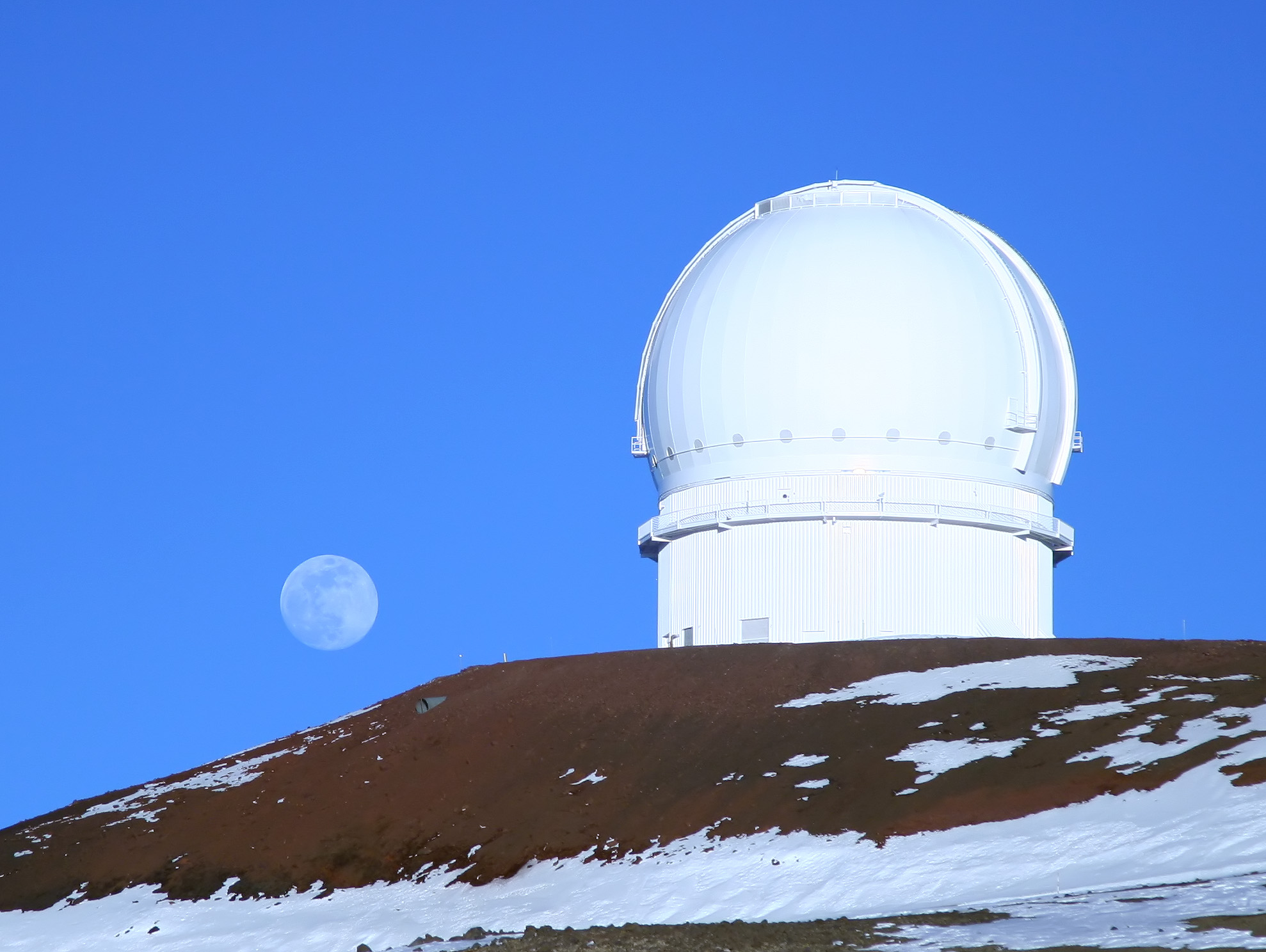
Телескоп CFHT на заході сонця

Ці галактики настільки рідкісні, що в середньому існує лише одна в кубі стороною близько 1,3 мільярда світлових років . Їх прозвали галактиками-зелений боб через їх колір і тому, що вони зовні нагадують галактики-зелений горошок, але більші за них. Міжзоряний газ у більшості галактик-зелений горошок іонізується ультрафіолетовим світлом від інтенсивного формування зір, тоді як газ у галактиках-зелений боб іонізується жорсткими рентгенівськими променями активного галактичного ядра (AGN). Рідкісність галактик-зелений боб свідчить про те, що це явище є дуже рідкісним та / або дуже короткочасним.
Галактики-зелений боб, ймовірно, пов'язані з об'єктом, відомим як «об'єкт Хенні», ще одним можливим відлунням іонізації квазарів. Однак галактики-зелений боб суттєво відрізняються, оскільки їх світність, розміри та газові маси в 10-100 разів вищі, ніж в інших хмарах квазарної іонізації, наприклад, 154-х об'єктах, досліджених Кілем з колегами у праці 2012 (що отримали прізвисько «форверпи» (`voorwerpjes')). За оцінками, ці «форверпи» мають яскраві фази, які тривають від ~ 20 000 до 200 000 років.
Наразі можливі механізми формування досліджуються. Ймовірно, гігантські відтоки газу були утворені на останніх стадіях життя надяскравих квазарів, які згодом швидко вимкнулись, наприклад через процес, відомий як зворотний зв'язок активного галактичного ядра. Потік рентгенівських променів з колишнього дуже активного стану квазарів продовжує іонізувати газ, викликаючи відлуння іонізації.

## Ідентифікації Слоанівським цифровим оглядом (SDSS)
| Кількість | Ідентифікатор SDSS  | Примітки                                                                  |
| --------- | ------------------- | ------------------------------------------------------------------------- |
| 001       | 1237679077517557845 | Каталог GALEX All Sky (ASC) J002016.43-053127.1                           |
| 002       | 1237676441460474246 | GALEX ASC J002434.84 + 325842.5                                           |
| 003       | 1237666091128914338 | GALEX ASC J011136.63 + 225357.5                                           |
| 004       | 1237666340800364769 | 8 попередніх посилань, перелічених у NED.                                 |
| 005       | 1237680284389015833 | GALEX ASC J015930.73 + 270303.4                                           |
| 006       | 1237650371555229774 | 2 попередні посилання, перелічені в NED, включаючи Чандра 2010.           |
| 007       | 1237661386529374363 | GALEX ASC J134709.11 + 545311.0                                           |
| 008       | 1237662236402647262 | GALEX ASC J135155.51 + 081608.7                                           |
| 009       | 1237665442062663827 | NVSS J144110 + 251702                                                     |
| 010       | 1237655742407835791 | 1 попереднє посилання в NED як частина компактної групи (аналогічно HCG). |
| 011       | 1237662306730639531 | GALEX ASC J150420.75 + 343958.6                                           |
| 012       | 1237667968032637115 | NVSS J150517 + 194450                                                     |
| 013       | 1237669699436675933 | NVSS J205057 + 055014                                                     |
| 014       | 1237680191506678389 | NVSS J213542-031432                                                       |
| 015       | 1237680306395415794 | GALEX ASC J220216,57 + 230904,8                                           |
| 016       | 1237656538051248311 | Прототип GBG J2240-0927, GALEX ASC J224024.09-092748.5                    |
| 017       | 1237680503434445439 | SDSS J230829.37 + 330310.4                                                |

## Спектр VLT / XSHOOTER галактики-зелений боб J2240-0927
Ліворуч — спектр астрономічного об'єкта J224024.1-092748 (далі: J2240). Його було отримано за допомогою Дуже великого телескопа та XSHOOTER, багатохвильового (300—2500 нм) спектрографа з середньою роздільною здатністю. Спектр J2240 показує 3 смуги: UVB (ультрафіолет B, що має середні довжини хвиль УФ від 315 до 280 нм), VIS (видимий спектр) і NIR (ближній інфрачервоний діапазон, які мають довжини хвиль 0,75–1,4 мкм).

У спектрі J2240 чорна лінія вказує на центр галактики, інтегрований з точністю до ± 4,5 кіло парсек від ядра, а синя лінія була інтегрована більш на більш ніж 7,6 кілопарсек, відцентрована на іонізовану хмару. Зверніть увагу на велику подібність між двома спектрами. Для цілей візуалізації дані відфільтровано за допомогою 0,7 нм-медіанного зерна. Таким чином, фактична роздільна здатність у 48 (UVB / VIS) та у 12 (NIR) разів вища, ніж показано для каналів UVB / VIS та (NIR) відповідно. 

## Розкриття емісійного сигналу відлуння іонізації квазара

Галактика зелених зерен під назвою J224024.1−092748 (абревіатура J2240)

У травні 2015 року було прийнято до друку в MNRAS під назвою дослідження: «Галактика „зелений боб“ SDSS J224024.1--092748: Розкриття сигналу випромінювання відлуння іонізації квазара».
В рефераті дослідження зазначено: "Галактики-зелений боб є найбільш [О-III] світними активними галактичними ядрами типу 2 на z ˜ 0,3. Однак їхня інфрачервона світність виявляє активні галактичні ядра у станах дуже низької активності, що вказує на те, що їхні газові резервуари повинні бути іонізовані фотонами з недавнього епізоду високої активності — ми спостерігаємо відлуння квазарної іонізації ". Далі: «Наш аналіз J224024.1-092748 показує, що галактики-зелений боб дають унікальний історичний запис перетворення від найбільш якравих квазарів до слабкого активного галактичного ядра».

## Відлуння іонізації активним галактичним ядром, термальні відлуння та дефіцит іонізації
У липні 2016 р. результати дослідження прийнято до друку в MNRAS під назвою: «Про відлуння іонізації активним галактичним ядром, термальні відлуння та дефіцити іонізації в краплях Лайман-альфа на низькому червоному зсуві». Вважається, що галактики-зелений боб є прикладами крапель Лайман-альфа на низькому червоному зсуві.
У рефераті дослідження зазначено: "Ми повідомляємо про відкриття 14 крапель Лайман-альфа на z ~ 0,3, що існували пізніше щонайменше на 4-7 мільярдів років у Всесвіті, ніж усі інші відомі краплі Лайман-альфа. Далі: «Завдяки своїй близькості та високій щільності потоку галактики-зелений боб є ідеальними мішенями для вивчення зворотного зв'язку активних галактичних ядер, перемикання режимів та витоку Лайман-альфа».